# Crisia acuminata
Crisia acuminata är en mossdjursart som beskrevs av Busk 1886. Crisia acuminata ingår i släktet Crisia och familjen Crisiidae. Inga underarter finns listade i Catalogue of Life.